# Гладстон, Уильям
Уи́льям Ю́арт Гла́дстон (англ. William Ewart Gladstone; 29 декабря 1809[…], Ливерпуль, Ланкашир — 19 мая 1898[…], Харден (усадьба), Флинтшир) — британский государственный деятель и писатель, премьер-министр Великобритании в 1868—1874, 1880—1885, 1886 и 1892—1894 годах.

## Ранняя жизнь
Уильям Юарт Гладстон родился в Ливерпуле. Его семья была шотландского происхождения. Он был пятым ребёнком (третьим сыном) из шести детей сэра Джона Гладстона (1764—1851), богатого негоцианта, человека хорошо образованного и принимавшего деятельное участие в общественной жизни; в 1819—1827 годах был членом Парламента, а в 1846 году стал баронетом. Мать Анна Маккензи Робертсон вселила в Уильяма глубокое религиозное чувство и развила в нём любовь к поэзии. С ранних лет он проявил выдающиеся способности, на развитии которых сильно сказалось влияние родителей.
Отец передал ему живой интерес к общественным вопросам, а вместе с тем и консервативную точку зрения на них. Уильяму не было ещё двенадцати лет, когда отец в беседах с ним знакомил его с различными злободневными политическими вопросами. Джон Гладстон был в то время в дружеских отношениях с Каннингом, политические идеи которого оказали большое влияние на молодого Гладстона, частью через отца, частью непосредственно.
Первоначальное образование Гладстон получил дома, в 1821 году был помещён в Итонскую школу, в которой оставался до 1828 года, а затем поступил в Оксфордский университет, курс которого окончил весною 1832 года. Школа и Университет ещё более способствовали тому, что Гладстон вступил в жизнь сторонником консервативного направления. Вспоминая об Оксфорде много лет спустя, он говорил:

Я не вынес из Оксфорда того, что приобрёл лишь впоследствии — умения ценить вечные и неоценимые принципы человеческой свободы. В академической среде слишком преобладало какое-то подозрительное отношение к свободе.
В умственном отношении он взял от Итона и Оксфорда всё, что было можно; упорный труд дал ему обширные и разносторонние знания и возбудил в нём живой интерес к литературе, особенно классической. Он принимал деятельное участие в дебатах Итонского общества товарищей (под названием The Literati) и в издания «Eton Miscellany», периодического сборника произведение учеников, являясь энергическим редактором его и наиболее деятельным поставщиком для него материала, в виде статей, переводов и даже сатирических и юмористических стихотворений. В Оксфорде Гладстон был основателем и председателем литературного кружка (называвшегося его инициалами — WEG), в котором, между прочим, прочел подробный этюд о вере Сократа в бессмертие; принимал также живое участие в занятиях другого общества «Union», где произнес горячую речь против билля о реформе — речь, которую он сам впоследствии называл «ошибкой молодости». Его товарищи уже тогда ожидали от него выдающейся политической деятельности.
По выходе из Университета Гладстон намеревался посвятить себя духовной карьере, но отец его воспротивился этому. Прежде, чем решить вопрос о выборе профессии, он предпринял путешествие на континент и полгода провёл в Италии. где среди прочего выучил итальянский язык. Здесь он получил от 4-го герцога Ньюкаслского (сын которого, лорд Линкольн, близко сошёлся с Гладстоном в Итоне и Оксфорде) предложение выступить кандидатом партии тори от Ньюарка, представителем которого он и был избран 15 декабря 1832 года. Своими речами и образом действий во время избирательной кампании (у него было два опасных соперника) Гладстон обратил на себя общее внимание.

## Карьера в парламенте. Пост министра при Пиле
Первую значительную речь в парламенте Гладстон произнёс 17 мая 1833 года при обсуждении вопроса об отмене невольничества. С тех пор он являлся деятельным участником в прениях по самым разнообразным вопросам текущей политики и вскоре составил себе репутацию выдающегося оратора и очень искусного дебатёра. Несмотря на молодость Гладстона, положение его в среде партии тори было настолько заметно, что при образовании в декабре 1834 года нового кабинета Роберт Пил назначил его младшим лордом казначейства, а в феврале 1835 года переместил на высшую должность заместителя министра по военным и колониальным делам. В апреле 1835 года министерство Пила пало.
В следующие годы Гладстон принимал деятельное участие в оппозиции, а свободное от парламентских занятий время посвящал литературе, особенно много внимания уделяя Гомеру и Данте. Кроме того, он прочёл все сочинения Блаженного Августина. Усердное изучение трудов этого христианского богослова и политика, предпринятое с целью осветить некоторые вопросы, касающиеся отношений между церковью и государством, оказало большое влияние на выработку тех взглядов, которые он изложил в своей книге «The state in its relations to the Church» (1838). Эта книга, в которой Гладстон решительно высказывался в пользу государственной церкви, обратила на себя большое внимание; она, между прочим, вызвала пространный критический разбор Маколея, который, однако, признавал за автором выдающийся талант и назвал его «восходящей надеждой суровых и непреклонных тори». Роберт Пил отнёсся к книге Гладстона скептически, выразив недоумение: «Что за охота ему писать книжки, имея такую карьеру впереди!». Известный прусский посланник, барон Бунзен, занёс в свой дневник следующие восторженные строки: «Появление книги Гладстона — великое событие дня; это со времен Борка первая книга, затрагивающая в корне жизненный вопрос; автор выше своей партии и своего времени».
Когда в 1841 году образовалось новое министерство Роберта Пила, Гладстон занял в нём пост заместителя министра торговли, а в 1843 году получил должность министра торговли, впервые став членом кабинета в возрасте 33 лет. Он деятельно участвовал в дебатах по вопросу об отмене хлебных пошлин; в 1842 году пересмотрел таможенный тариф в духе частью полной отмены, частью уменьшения пошлин. Мало-помалу из протекциониста Гладстон стал горячим сторонником идей свободной торговли.

## Канцлер казначейства
В феврале 1845 года Гладстон вышел в отставку, вследствие разногласия с Пилом по школьному вопросу в Ирландии, но в декабре того же года снова вступил в кабинет, в качестве министра по военным и колониальным делам. По существующему порядку он должен был подвергнуться переизбранию, но оно оказалось невозможным, так как герцог Ньюкасл, продолжавший сохранять своё влияние на избирателей в Ньюарке, был против кандидатуры Гладстона, негодуя на его переход в лагерь сторонников свободной торговли. Поэтому Гладстон уже и не выступал перед своими избирателями в Ньюарке и вследствие этого не мог участвовать в окончательном проведении отмены хлебных пошлин, что, однако, не помешало ему играть важную роль в подготовлении билля по этому предмету.
На общих выборах 1847 года Гладстон был избран депутатом от Оксфордского университета и вместе с Робертом Пилом стоял во главе группы умеренных тори, получившей, по имени своего вождя, название «пилитов». Моментом окончательного разрыва Гладстона с партией тори можно признать 1852 год, когда Гладстон отказался принять предложение Дерби и Дизраэли вступить в консервативный кабинет и даже в сильной степени содействовал скорому падению этого кабинета, выступив с решительной оппозицией против бюджета Дизраэли. Когда в декабре 1852 года образовался новый кабинет лорда Абердина, представлявший собой коалицию вигов и пилитов, Гладстон занял в нём пост канцлера казначейства (министра финансов). Он скоро проявил себя выдающимся финансистом (первый бюджет его был внесён 18 апреля 1853 года) и деятельность его в этом отношении составляет одну из блестящих страниц в истории его политической карьеры, а также и в истории английских финансов.
Последующая деятельность Гладстона неразрывно связана с историей Англии. Должность канцлера казначейства Гладстон занимал до февраля 1855 года. В 1858 году, во время министерства графа Дерби, Гладстон ездил на Ионические острова, в качестве лорда-верховного чрезвычайного комиссара, для выяснения вопроса о присоединении этих островов, находившихся с 1815 года под протекторатом Англии, к Греции.
В июне 1859 года, при образовании кабинета лорда Палмерстона, Гладстон вошёл в его состав опять в качестве канцлера казначейства. Вступление Гладстона в это министерство вигов было понято в смысле окончательного присоединения его к либеральной партии, и в Оксфорде сложилась значительная оппозиция его переизбранию; тем не менее он был снова избран. В 1864 году Гладстон был вовлечен в инцидент с выдворением Гарибальди, путешествовавшего после ранения. Чтобы не вызывать раздражения у Наполеона III, с которым шли напряженные переговоры о совместных действиях в Дании, Пальмерстон потребовал корректно удалить героя Рисорджименто из страны. Гладстон - единственный член правительства, владевший итальянским языком, - лично убеждал Гарибальди во вредности английского климата в его состоянии здоровья и необходимости отплыть в круиз. Переговоры ни к чему не привели, однако серьезных последствий для политика это не имело. На ближайших общих выборах, в июле 1865 года, Гладстон был забаллотирован в Оксфорде и явился депутатом от южного Ланкашира.
В октябре 1865 года умер лорд Палмерстон и во главе кабинета стал граф Рассел. Гладстон, сохранив пост канцлера казначейства, впервые явился лидером либеральной партии в палате общин и в этом качестве внёс в марте 1866 года билль о парламентской реформе, отвергнутый палатой. Новый консервативный кабинет Дерби — Дизраэли вынужден был, однако, выступить со своим проектом парламентской реформы, и в окончательной выработке её в парламенте Гладстону пришлось играть весьма значительную роль; благодаря его поправкам билль 1867 года принял характер широкой либеральной реформы. В том же 1867 году Гладстон выступил с заявлением в пользу отмены государственной церкви в Ирландии.
На общих выборах 1868 года Гладстон был забаллотирован в Ланкашире, но избран от Гринвича.

## Первый кабинет, 1868—1874 годы
В декабре 1868 года образование нового правительства было поручено Гладстону, который впервые стал премьер-министром. Этот первый кабинет Гладстона просуществовал до февраля 1874 года; важнейшие его меры: отмена государственной церкви в Ирландии в 1869 году, ирландский земельный акт 1870 года, коренная реформа в области начального народного образования 1870 года, отмена системы продажи должностей в армии 1871 год, введение тайной подачи голосов на выборах в 1872 году и т. д. После падения кабинета, в марте 1874 года, Гладстон, в письме к лорду Гренвиллу, заявил о своем намерении устраниться от активного руководства либеральной партией. Он считал тогда свою политическую карьеру законченной, говоря друзьям, что ни одному из премьеров не удалось совершить что-либо выдающееся после 60-летнего возраста.

## В оппозиции
В январе 1875 года, в новом письме к лорду Гренвиллу, Гладстон формально заявил о своём отказе от лидерства. Преемником ему был избран маркиз Хартингтон. Однако уже в 1876 году Гладстон вернулся к активному участию в политической жизни, издав брошюру: «Болгарские ужасы» и приняв энергичное участие в организации общественного движения против Восточной политики Бенджамина Дизраэли лорда Биконсфилда. Брошюра имела значительное влияние: обличая «турецкую расу» как «один великий антигуманный экземпляр человеческого рода». Гладстон предлагал предоставить Боснии, Герцеговине и Болгарии автономию, а также прекратить оказывать безусловную поддержку Порте.
Когда, в 1880 году, Биконсфилд распустил парламент, общие выборы дали огромное большинство либеральной партии. Этим выборам предшествовала изумительная по энергии и ряду блестящих речей избирательная кампания Гладстона в Шотландии, в Мидлотианском округе которой он выставил свою кандидатуру.

## Второе министерство, 1880—1885 годы
Составление нового министерства поручено было сначала Хартингтону (который продолжал считаться лидером либеральной партии), потом Гренвиллу, но они не могли составить кабинета, и королева вынуждена была поручить это Гладстону. Второе министерство Гладстона просуществовало с апреля 1880 по июль 1885 года. Ему удалось провести ирландский земельный акт 1881 года, включить в состав Британии Египет (1882) и осуществить третью парламентскую реформу (1885).

## Третий кабинет, 1886 год
В июне 1885 года кабинет Гладстона потерпел поражение, но новое министерство лорда Солсбери просуществовало недолго: после общих выборов, в декабре 1885 года, на стороне либералов оказалось значительное большинство, вследствие присоединения к ним ирландской партии, и в январе 1886 года образовалось третье министерство Гладстона. К этому времени относится решительный поворот в воззрениях Гладстона на ирландский вопрос; главной задачей своей политики он поставил дарование Ирландии гомруля (внутреннего самоуправления). Внесенный по этому предмету билль был отвергнут, что побудило Гладстона распустить парламент; но новые выборы (в июле 1886 года) дали враждебное ему большинство. Неудаче Гладстона в сильной степени содействовал раскол в среде либеральной партии: от неё отпали многие влиятельные члены, образовавшие собою группу либералов-юнионистов. Наступил продолжительный период министерства Солсбери (июль 1886 — август 1892). Гладстон, несмотря на свой преклонный возраст, принимал самое деятельное участие в политической жизни, руководя партией своих приверженцев, которую, со времени раскола в среде либералов, стали называть партией «гладстонианцев». Осуществление идеи гомруля он поставил главной целью своей жизни; как в парламенте, так и вне его он энергично отстаивал необходимость дарования Ирландии политического самоуправления.

## Четвёртый кабинет, 1892—1894 годы
Солсбери не торопился с назначением общих выборов, и они состоялись лишь в июле 1892 года, то есть всего за один год до истечения законного семилетнего срока полномочий парламента. Избирательная кампания велась с большим оживлением как сторонниками гомруля, так и его противниками. В результате выборов на стороне гладстонианцев и примыкающих к ним групп оказалось большинство в 42 голоса, и в августе, тотчас же по открытии нового парламента, кабинет Солсбери потерпел поражение; образовалось новое, четвертое министерство Гладстона (это в истории Великобритании первый случай, когда политический деятель в четвёртый раз стал премьером). Будучи назначенным премьер-министром на восемьдесят третьем году жизни, Гладстон стал самым старым премьером Великобритании за всю её историю.
Второй законопроект о гомруле в 1893 году был проведён через Палату общин, но отвергнут Палатой лордов.

## Основные направления политической деятельности
Таковы важнейшие факты многолетней политической карьеры Гладстона. Одной из наиболее характерных особенностей её является постепенное изменение политических убеждений и идеалов Гладстона, начавшего свою деятельность в рядах тори и оканчивающего её во главе передовой части английских либералов и в союзе с крайними радикалами и демократами. Разрыв Гладстона с партией тори приурочивают к 1852 году; но подготавливался он постепенно и в течение продолжительного периода времени. По его собственным словам, от тех, с кем он прежде действовал, он «был оторван не каким-либо произвольным актом, а медленной и неотразимой работой внутреннего убеждения». В литературе о Гладстоне можно встретить мнение, что в сущности он среди своих товарищей всегда занимал положение вполне независимое и собственно не принадлежал ни к какой партии. В этом мнении есть много верного. Гладстон сам однажды высказал, что партии сами по себе не составляют блага, что партийная организация нужна и незаменима лишь как верное средство к достижению той или другой высокой цели. Наряду с независимостью по отношению к вопросам партийной организации необходимо отметить, однако, другую важную черту политического мировоззрения Гладстона, намек на которую присутствует уже в первой речи, произнесённой им перед избирателями, 9 октября 1832 года: это твёрдое убеждение, что в основе политических мероприятий должны лежать прежде всего «здравые общие принципы». Особенные свойства его выдающегося ума, ясность и логичность мышления развили в нём эту характерную черту, рано проявившуюся и никогда не ослабевавшую. В течение всей своей деятельности он постоянно отыскивал и находил принципиальный базис для взглядов и мероприятий каждого данного момента. Указанные черты послужили источником того переворота в политических воззрениях и идеалах Гладстона, который совершался в нём по мере ближайшего знакомства с жизнью и потребностями народа. Политические взгляды Гладстона находились постоянно в процессе внутренней эволюции, направление которой обусловливалось добросовестным и внимательным отношением к общим условиям и запросам культурного роста страны. Чем более расширялся круг явлений, доступных его наблюдению, тем яснее выступало перед ним демократическое движение века, тем убедительнее становились законные его требования. В нём не могло не зародиться сомнение в справедливости и верности тех взглядов, которых продолжала держаться консервативная партия, в своей оппозиции новому течению. Присущее Гладстону стремление отыскать принципиальную основу всякого общественного движения, в связи с его гуманным миросозерцанием, высоко честными взглядами на жизнь и требовательным отношением к себе, помогло ему прийти к верному ответу на вопрос, где истина, где справедливость. В результате продолжительной внутренней работы над уяснением возникавших сомнений и явился окончательный его переход в ряды либеральной партии.
Замечательной особенностью политической деятельности Гладстона является также то преобладающее положение, какое в ней всегда имели вопросы внутреннего культурного развития перед интересами внешней политики. Эта последняя, в те периоды, когда он являлся премьер-министром, вызывала особенно сильные нарекания со стороны его противников, и в 1885 году, например, послужила ближайшей причиной падения его кабинета. В этой области он оказывался более всего уязвимым, потому что никогда не был склонен придавать международным вопросам первостепенное значение и имел на них взгляды, резко отличающиеся от той точки зрения, которая преобладала в его эпоху в европейских государствах. По коренным своим убеждениям он — враг войны и всякого насилия, проявлениями которого так богата область международной политики. Тогда как заслуги известного соперника Гладстона, лорда Биконсфилда, сводятся главным образом к ряду ловких дипломатических шагов и сделок, перечень великих деяний Гладстона на пользу Англии охватывает лишь вопросы её внутренней политики. Весьма характерно определение роли министра иностранных дел, которое Гладстон сделал ещё в 1850 году, в споре с лордом Палмерстоном по греческим делам. Задача его — «охранение мира, а одна из первых его обязанностей — строгое применение того кодекса великих принципов, который завещан нам прежними поколениями великих и благородных умов». Эту речь он закончил горячим приглашением признать равноправность сильных и слабых, независимость маленьких государств и вообще отказаться от политического вмешательства в дела другого государства.
В своей политической деятельности Гладстон, однако, не один раз касался интересов других государств, вмешивался в чужие дела, но это вмешательство облекается у него в своеобразную форму. Так, зиму 1850—1851 годов Гладстон провёл в Неаполе. В то время правительство короля Фердинанда II, за свою лютость прозванного «Бомбой», производило жестокую расправу над теми гражданами, которые принимали участие в движении против невыносимого режима: до двадцати тысяч человек без следствия и суда были подвергнуты заключению в мрачных тюрьмах, в которых условия существования были настолько ужасны, что даже служащие врачи не решались входить туда, из боязни заражения. Гладстон тщательно изучил положение дел в Неаполе и преисполнился негодованием при виде этого грубого варварства. В форме «Писем к графу Абердину» он огласил подробности всех тех ужасов, какие ему пришлось узнать и увидеть. Письма Гладстона произвели огромное впечатление во всей Европе и не остались без влияния на дальнейшие события в Италии.
Во имя тех же идеалов справедливости и человеколюбия Гладстон возвысил голос против обнаружившихся в 1876 году ужасов турецкого владычества в Болгарии (в брошюре: «Болгарские ужасы и Восточный вопрос»). Гладстон в своих выступлениях выражал мнение, что исламское государство не может быть хорошим и толерантным по отношению к «цивилизованным и христианским расам», а также, что пока существуют последователи «этой проклятой книги» (Корана), в Европе не будет мира. В 1896 году он рьяно поддерживал требования влиятельного армянского лобби о военном вторжении Британии в Османскую империю как о «христианском долге» правительства, резко называл турецкого султана  Абдул-Хамида II "убийцей". Однако королева осудила такое «неразумное и полоумное отношение Гладстона». Несомненное влияние на взгляды Гладстона оказала О. А. Новикова (сестра Н. А. Киреева), частым посетителем светского салона которой он являлся.

## Личная жизнь
Гладстон женился на Кэтрин Глинн в 1839 году и имел от неё 4 сыновей и 4 дочерей. Старший, Уильям Генри (1840—1891), был членом парламента, занимал одно время должность лорда казначейства, второй, Стефен, состоял пастором в Говардене; третий, Герберт Джон, был лектором истории в Оксфордском университете, состоял личным секретарём отца и членом парламента, в 1905–1910 году был министром внутренних дел Великобритании.

## Литературная деятельность
Являясь прежде всего и главным образом политическим деятелем, Гладстон принимал большое участие и в литературе. Вопрос об отношениях между государством и церковью привлекал к себе внимание Гладстона, существенно изменившего свой первоначальный взгляд на него.
Его перу принадлежит ряд этюдов по богословию философии религии. Но особенно любимым предметом литературных занятий являлись для Гладстона поэты-классики и более всего Гомер. В 1858 году он издал обширное исследование под заглавием: «Studies on Homer and Homeric Age»; в 1876 году — «Homeric Synchronism», и позднее — ряд мелких этюдов о Гомере. Кроме того, он написал большое количество статей по самым разнообразным вопросам — философским, историческим, конституционным, по поводу явлений текущей литературы, о различных политических злобах дня и т. д. Для отдельного издания их, в 1879 году, понадобилось семь томов сборника, под заглавием «Gleaning of Past Years». В 1886 году Гладстон вёл оживленную журнальную полемику с профессором Гексли по вопросу об отношениях между наукой и религией. В течение последних лет им написан ряд статей по ирландскому вопросу. В декабрьских выпусках журнала «Notes und Queries» за 1892 г. напечатана подробная библиография всего написанного Гладстоном, начиная с 1827 года. Речи Гладстона как в парламенте, так и вне его были издаваемы много раз, но лишь в 1892 году предпринято издание полного собрания его речей, под личным его наблюдением. 

## Похороны
Гладстон умер 19 мая 1898 года и был удостоен государственных похорон.
Гроб с телом был выставлен в Вестминстерском аббатстве 26 и 27 мая 1898 года. Похороны прошли 28 мая. Чтобы подчеркнуть, сколь важна для премьера была тема образования, в почетном карауле стояли ученики престижной частной школы Итон, в которой учился сам Гладстон. Гроб на похоронах несли Принц Уэльский (позже король Эдуард VII) и герцог Йоркский (король Георг V). Парламент принял решение поставить статую Гладстона в Вестминстерском аббатстве.

## Разное
Льюис Кэрролл, придерживавшийся консервативных взглядов на политику и не любивший Гладстона, 10 апреля 1868 года записал в дневнике две анаграммы его полного имени William Ewart Gladstone: «Wilt tear down all images» (примерно: «вялая слеза портит все изображения»), «Wild agitator! Means well!» (Дикий агитатор! Звучит хорошо!).
В его честь названа одна из двух ежегодных книжных премий Королевского исторического общества, Gladstone Prize, впервые присужденная в 1998 году, к столетию со дня смерти Гладстона. Среди лауреатов - Дженнифер Китинг (2023).
В 1889 году в американском штате Орегон был основан город названный позднее в его честь.

## Сочинения
- Болгарские ужасы и восточный вопрос : С прил. речей и письма В. Е. Гладстона — Санкт-Петербург, 1876. — [2], 115 с.